# مارتینا شروتر
مارتینا شروتر (انگلیسی: Martina Schröter؛ زادهٔ ۱۶ نوامبر ۱۹۶۰) قایقران روئینگ اهل آلمان شرقی بود.
وی در مسابقات کشوری و بین‌المللی در مجموع برندهٔ ۳ مدال طلا، ۳ مدال نقره، ۱ مدال برنز شده‌است.